# Oneirodes kreffti
Oneirodes kreffti es una especie de pez del género Oneirodes, familia Oneirodidae, orden Lophiiformes. Fue descrita científicamente por Pietsch en 1974.
Especie inofensiva para el ser humano. Puede alcanzar los 2000 metros de profundidad.

## Descripción
Su longitud estándar es de 11,1 centímetros.

## Distribución
Se distribuye por Australia y Nueva Zelanda.